# Out of Our Heads
Out of Our Heads – trzeci w Wielkiej Brytanii i czwarty w Stanach Zjednoczonych album brytyjskiej grupy rockowej The Rolling Stones.
W 2003 amerykańskie wydanie albumu zostało sklasyfikowane na 114. miejscu listy 500 albumów wszech czasów dwutygodnika „Rolling Stone”.

## Lista utworów

### Wydanie brytyjskie
Strona 1
| 1. | „She Said Yeah” (Sonny Christy, Roddy Jackson)              | 1:34  |
|    |                                                             |       |
| 2. | „Mercy Mercy” (Don Covay, Ronnie Miller)                    | 2:45  |
|    |                                                             |       |
| 3. | „Hitch Hike” (Marvin Gaye, William Stevenson/Clarence Paul) | 2:25  |
|    |                                                             |       |
| 4. | „That’s How Strong My Love Is” (Roosevelt Jamison)          | 2:25  |
|    |                                                             |       |
| 5. | „Good Times” (Sam Cooke)                                    | 1:58  |
|    |                                                             |       |
| 6. | „Gotta Get Away” (Mick Jagger, Keith Richards)              | 2:06  |
|    |                                                             |       |
|    |                                                             | 13:13 |
|    |                                                             |       |
Strona 2
| 1. | „Talkin' 'Bout You” (Chuck Berry)                              | 2:31  |
|    |                                                                |       |
| 2. | „Cry to Me” (Bert Russell)                                     | 3:09  |
|    |                                                                |       |
| 3. | „Oh Baby (We Got a Good Thing Goin')” (Barbara Lynn Ozen)      | 2:08  |
|    |                                                                |       |
| 4. | „Heart of Stone” (Mick Jagger, Keith Richards)                 | 2:50  |
|    |                                                                |       |
| 5. | „The Under Assistant West Coast Promotion Man” (Nanker Phelge) | 3:07  |
|    |                                                                |       |
| 6. | „I’m Free” (Mick Jagger, Keith Richards)                       | 2:24  |
|    |                                                                |       |
|    |                                                                | 16:09 |
|    |                                                                |       |

### Wydanie amerykańskie
Strona 1
| 1. | „Mercy Mercy”                                 | 2:45  |
|    |                                               |       |
| 2. | „Hitch Hike”                                  | 2:25  |
|    |                                               |       |
| 3. | „The Last Time” (Mick Jagger, Keith Richards) | 3:41  |
|    |                                               |       |
| 4. | „That’s How Strong My Love Is”                | 2:25  |
|    |                                               |       |
| 5. | „Good Times”                                  | 1:58  |
|    |                                               |       |
| 6. | „I’m All Right (Live)” (Nanker Phelge)        | 2:23  |
|    |                                               |       |
|    |                                               | 15:37 |
|    |                                               |       |
Strona 2
| 1. | „(I Can’t Get No) Satisfaction” (Mick Jagger, Keith Richards)  | 3:43  |
|    |                                                                |       |
| 2. | „Cry to Me”                                                    | 3:09  |
|    |                                                                |       |
| 3. | „The Under Assistant West Coast Promotion Man” (Nanker Phelge) | 3:07  |
|    |                                                                |       |
| 4. | „Play with Fire” (Nanker Phelge)                               | 2:14  |
|    |                                                                |       |
| 5. | „The Spider and the Fly” (Nanker Phelge)                       | 3:38  |
|    |                                                                |       |
| 6. | „One More Try” (Mick Jagger, Keith Richards)                   | 1:58  |
|    |                                                                |       |
|    |                                                                | 17:49 |
|    |                                                                |       |

## Twórcy
- Mick Jagger – śpiew, podkład wokalny, harmonijka ustna, tamburyn
- Brian Jones – gitara elektryczna, harmonijka ustna, gitara akustyczna, tamburyn
- Keith Richards – gitara elektryczna, podkład wokalny, gitara akustyczna
- Charlie Watts – perkusja
- Bill Wyman – gitara basowa, podkład wokalny
- Jack Nitzsche – gitara elektryczna, fortepian, organy, klawesyn, keyboard, perkusja
- Phil Spector – gitara basowa
- Ian Stewart – fortepian, organy, perkusja

## Certyfikaty i sprzedaż
| Kraj                     | Certyfikat      | Sprzedaż   |
| ------------------------ | --------------- | ---------- |
| Stany Zjednoczone (RIAA) | platynowa płyta | 1 000 000+ |